# Hybomitra ukrainica
Hybomitra ukrainica är en tvåvingeart som först beskrevs av Olsufjev 1952.  Hybomitra ukrainica ingår i släktet Hybomitra och familjen bromsar. Inga underarter finns listade i Catalogue of Life.